# Rui Nunes (médico)

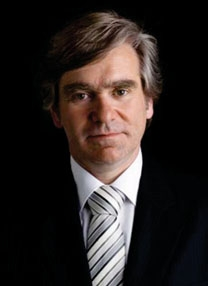

Rui Nunes (Porto, 1961) é um médico Português e professor catedrático de bioética da Faculdade de Medicina da Universidade do Porto [1] . Atualmente é o presidente da International Chair in Bioethics [2] , a maior rede mundial na área da bioética e do biodireito. É também o presidente da World Conference in Bioethics, Medical Ethics and Health Law [3] .
É o primeiro doutorado em bioética em todos os países de língua Portuguesa e é o presidente e fundador da Associação Portuguesa de Bioética [4] . É membro do Conselho Nacional de Ética para as Ciências da Vida. Desde 2007 é diretor do International PhD Program on Bioethics, uma parceria entre a Faculdade de Medicina da Universidade do Porto, o Conselho Federal de Medicina [5]  (Brasil), e a International Chair in Bioethics. Neste programa foi diretamente responsável por mais de trezentos estudantes de PhD que frequentaram o curso. Organizou diferentes congressos e seminários, em Portugal e no estrangeiro, com especial enfoque na World Conference in Bioethics, Medical Ethics and Health Law (na sua 16ª edição), no Congresso Nacional de Bioética (na sua 17ª edição), e no Fórum Luso-Brasileiro de Bioética. Foi membro da direção da European Health Management Association e membro da direção da International Society for Priorities in Health. Em junho 2016 foi nomeado Head of the Research Department of the International Network of the UNESCO Chair in Bioethics. Em novembro de 2017 foi eleito académico titular da Academia Nacional de Medicina [6] , a instituição que acolhe os mais elevados representantes da medicina portuguesa. 
Publicou trinta livros e mais de trezentos artigos em diferentes áreas científicas e sociais. Algumas das suas obras em inglês são «Healthcare as a Universal Human Right: Sustainability in Global Health» [7] , «Encyclopaedia of Palliative Care» [8] , «Educational Models in Bioethics. Ethical Decision Taking in a Global Perspective», e «Perspectives in Gender Equality». Em espanhol publicou os livros «Directivas Anticipadas de Voluntad» e «Bioética», e em Português os livros «Prioridades na Saúde», «Testamento Vital», «Regulação na Saúde», «Ensaios em Bioética», «GeneÉtica» e «Democracia & Sociedade» . Na área cultural é autor/coordenador das obras «Cultura & Sociedade», «Educação para a Arte», e «O Porto e a Escola». 
Para além da sua atividade académica tem também uma intensa atividade social. Foi o primeiro presidente da Entidade Reguladora da Saúde [9]  (até 2005), e foi entre 2015-2019 o primeiro presidente do Conselho Consultivo de esta entidade. É membro do Conselho Médico-Legal do Ministério da Justiça [10]  e foi formador do Centro de Estudos Judiciários [11] . Foi um fundadores do Centro de Inovação Social  (Porto) e foi coordenador do programa «Porto Cidade de Ciência». É desde 2020 Auditor de Defesa Nacional [12] .
Enquanto pensador estratégico fundou em 2012 o Fórum Democracia e Sociedade, um think tank político sobre a sociedade contemporânea. Intervém regularmente nos media, nos media tradicionais e nas redes sociais, abordando os principais problemas económicos e sociais a nível nacional e internacional. Obteve reconhecimento internacional devido à sua proposta, no Brasil, Portugal e outros países, de legalização do testamento vital, e devido também à sua proposta à UNESCO de uma Universal Declaration on Gender Equality. Também é reconhecido internacionalmente devido à sua proposta de regulação da engenharia genética em seres humanos, nomeadamente de abordagens disgénicas na espécie humana.
Dedica-se também a assuntos culturais salientando-se a sua contribuição para o Plano Municipal de Cultura do Porto . Escreve regularmente no jornal «As Artes entre as Letras» [13]  o principal jornal artístico em Portugal. Foi administrador do Teatro do Campo Alegre, e da Fundação Ciência e Desenvolvimento, no Porto. Foi membro do júri do Concurso Nacional de Leitura. Foi curador de diferentes exposições artísticas (pintura e fotografia), em Portugal e no estrangeiro, salientando-se a exposição em Paris “Ponts d'Espoir”. 
Recebeu inúmeros prémios e condecorações de que salientam o Prémio de Mérito Científico Maria Cândida da Cunha para o melhor projeto na área da reabilitação das pessoas com deficiência e o Prémio Ensino de Futuro atribuído ao Projeto Educação para os Valores e para a Bioética. Em 2011 recebeu o Certificate of Appreciation da European Health Management Association, em 2014 a Medalha de Mérito da Ordem dos Médicos, em 2015 a Medalha Institucional do Conselho Federal de Medicina (Brasil), e em 2016 o Prémio Nacional de Bioética. Em 2021 recebeu a Medalha de Ouro da Assembleia da República em Direitos Humanos. Em 2018 foi-lhe atribuído o Grau de Comendador da Ordem da Estrela do Acre (Brasil) e em 2019 o título de Professor Honoris Causa pela Universidade de Favaloro, Buenos Aires (Argentina).